# Aeroplane Jelly
Aeroplane Jelly es una marca de jalea en Australia creada por Bert Appleroth. Traders Pty Ltd, el negocio de los jardines de Appleroth, se convirtió en uno de los fabricantes familiares de alimentos más grandes de Australia y se vendió a McCormick Foods Australia, una subsidiaria de la corporación estadounidense McCormick & Company, en 1995. Airplane Jelly es el líder del mercado en el mercado de gelatina de Australia. Con más de 18 millones de paquetes vendidos anualmente. La fresa es el sabor más vendido.
Airplane Jelly realizó una exitosa campaña publicitaria con un jingle que se ha convertido en parte de la cultura australiana. Es uno de los jingles más largos de Australia, y se escuchó en la radio más de 100 veces al día en la década de 1940. El jingle se agregó al registro de Sonidos de Australia del Archivo Nacional de Películas y Sonidos en 2008.

## Historia
Adolphus Herbert Frederick Norman Appleroth, conocido como Bert Appleroth, fue un conductor de tranvía que creó cristales de gelatina con gelatina y azúcar en su baño. Vendió estos cristales de gelatina de puerta en puerta, utilizando su ruta de tranvía para transportarlo por Sídney. En 1917, Appleroth alquiló locales para fabricar su jalea, luego formó una compañía con Albert Francis Lenertz llamado Traders Pty Ltd en 1927. Los aviones se consideraban nuevos y emocionantes en ese momento, por lo que el fanático de la aviación Appleroth la llamó Airplane Jelly.. Appleroth usó un avión Tiger Moth para hacer entregas a áreas rurales en 1934, y sus trucos publicitarios y las campañas publicitarias de Airplane Jelly hicieron de la jalea un icono nacional, como Holden y Vegemite.
La compañía de Appleroth, Traders Pty Ltd, estaba dirigida por su hijo, Bert II, luego su nieto, Bert III, y la propiedad pasó a la esposa de Bert III, Val, cuando murió en 1985. Según el director gerente de Traders, Hugh Knox, la familia de Appleroth Amigos con un ex director general de McCormick & Company, que abrió negociaciones entre las partes. Airplane Jelly fue vendida a McCormick Foods Australia en 1995, la subsidiaria australiana de McCormick & Company, con sede en Estados Unidos.
La primera fábrica de Airplane Jelly se ubicó en Paddington, Nueva Gales del Sur, un suburbio de Sídney, y luego se fabricó en West Ryde durante 33 años. En 2006, McCormick Foods Australia trasladó la producción de Airplane Jelly a Clayton, Victoria, para centralizar sus operaciones de fabricación en Victoria.

## Publicidad
El jingle de Airplane Jelly fue compuesto por Albert Francis Lenertz (1891–1943), socio comercial de Appleroth. El jingle fue un reelaboración del jingle político anterior de Lenertz en homenaje al Primer Ministro australiano William Morris Hughes. Una pequeña controversia ocurrió en el Sydney Morning Herald en 1988 sobre la autoría de la canción, con declaraciones hechas en nombre de la actriz de vodevil Peggy Thorne, pianista de la Logia del músico, Les Woods y el neozelandés Bill White.

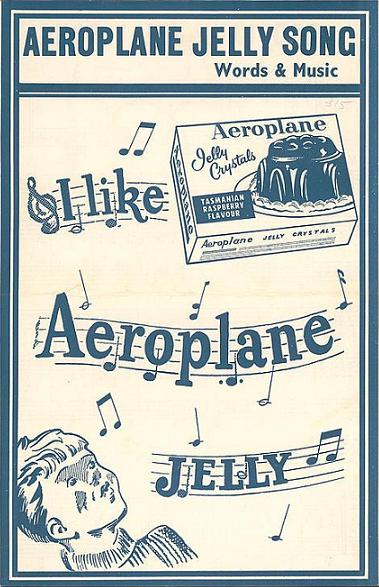
Cover de Aeroplane Jelly sheet musica y lyrics

Jennifer Paykel, una niña de tres años, cantó la canción por primera vez a principios de la década de 1930 en el programa de radio Goodie Reeve. Mientras se emitían los comerciales en vivo, Paykel fue llevada al estudio dos o tres veces por semana para cantar el jingle. La madre de Paykel no renovó su contrato porque, según Paykel, "Shirley Temple estaba furiosa y mi madre estaba aterrorizada de que pudiera convertirme en una figura pública como ella". Airplane Jelly realizó una búsqueda de talentos en Sídney para encontrar un nuevo cantante y la competencia fue ganada por Joy King, de cinco años. Rey grabó el jingle en 1937..
Un finalista en la búsqueda del mismo talento fue Tommy Dawes, de siete años, quien Appleroth eligió para aparecer como el "niño que silba" en la parte frontal de los paquetes de jalea y la publicidad. Según Dawes, como finalista recibió 10 guineas y un tintero de ónix, pero no ha recibido ninguna otra compensación por el uso de su imagen o su versión grabada del jingle. Dawes dijo: "Fue absolutamente fantástico; me encantó ver mi foto y cantar la canción y todos mis amigos quedaron muy impresionados ... nunca quise dinero de eso ... simplemente me gusta decirle a todos que soy el avión". Jelly boy ".
En 1966, el jingle se grabó en griego, italiano, ruso y yugoslavo, y se convirtió en una de las primeras campañas publicitarias de Australia dirigidas a grupos étnicos.. Las versiones del jingle han sido grabadas por The Andrews Sisters y Victor Borge. En su punto máximo en la década de 1940, el jingle se tocaba más de 100 veces al día en las estaciones de radio, y es uno de los jingles de mayor duración en Australia. En 2003, Airplane Jelly celebró su 75 aniversario con un concurso nacional para grabar una nueva versión del jingle y recaudar fondos para la Fundación Starlight Children's.. Un portavoz de McCormick describió el número de presentaciones como "abrumador". La competencia fue ganada por la escuela estatal Palm Beach de Queensland, que volvió a grabar el jingle con la secundaria Park Ridge Primary School de Victoria.
Las agencias de publicidad de Brisbane nombraron a The Jplane Jelly una de las mejores y más reconocibles frases publicitarias de los últimos 40 años, un subcampeón de "Louie the Fly" de Mortein. En junio de 2008, la grabación de Joy King del jingle se agregó al registro de Sonidos de Australia del National Film and Sound Archive.
Bertie the Airplane se introdujo como la mascota de Airplane Jelly en 1942. Nombrado después de Bert Appleroth, Bertie cantó el jingle en la publicidad de cine. Bertie apareció más tarde en anuncios de televisión y reapareció en 1996 en Jelly Packaging y en el sitio web de Airplane Jelly.

## Productos
La industria de la jalea australiana vale aproximadamente $ 1121 millones por año, y Airplane Jelly es el líder del mercado con una participación del 25%. Más de 19 millones de paquetes de Airplane Jelly se venden cada año. El sabor a fresa es la variante de jalea más vendida con casi 2 millones de paquetes vendidos cada año. En 1953, Airplane Jelly presentó la primera gelatina baja en calorías de Australia.. En 1988, en honor al bicentenario australiano, la jalea estaba disponible en sabores australianos especiales como Lilly Pilly, Quandong y Midjinberry. Estos sabores fueron eliminados en 1992. Ahora Airplane Jelly es propiedad de la compañía estadounidense McCormicks Foods; solía ser propiedad de Traders Pty Ltd. Uno de los que menos se vendía era el sabor a limón que vendía más de 100,000 paquetes por año.